# باغ بزم (مشيز بردسير)
باغ بزم (بالفارسية: باغ بزم) هي قرية تقع في إيران في البلدة المركزية. يقدر عدد سكانها بـ 214 نسمة بحسب إحصاء 2016.